# (9583) 1990 HL1
(9583) 1990 HL1 là một tiểu hành tinh vành đai chính. Nó được phát hiện bởi Robert H. McNaught ở Đài thiên văn Siding Spring ở Coonabarabran, New South Wales, Australia, ngày 28 tháng 4 năm 1990.